# Jeanne d'Autriche (1535-1573)
Pour l’article homonyme, voir Jeanne d'Autriche.
Jeanne d'Autriche (ou Jeanne de Habsbourg) née le 24 juin 1535 à Madrid et morte le 7 septembre 1573 à San Lorenzo de El Escorial, est une infante d'Espagne, mère du roi Sébastien Ier et gouvernante de l'Espagne pour le compte de son frère.

## Biographie
Fille de l'empereur et roi Charles Quint et d'Isabelle de Portugal, réputée pour sa beauté, elle épouse en 1552 son double-cousin germain Jean-Manuel, prince héritier de Portugal. Veuve après quelques mois de mariage, elle met au monde, dix-huit jours après la mort de son mari, le 20 janvier 1554, leur enfant posthume Sébastien Ier.

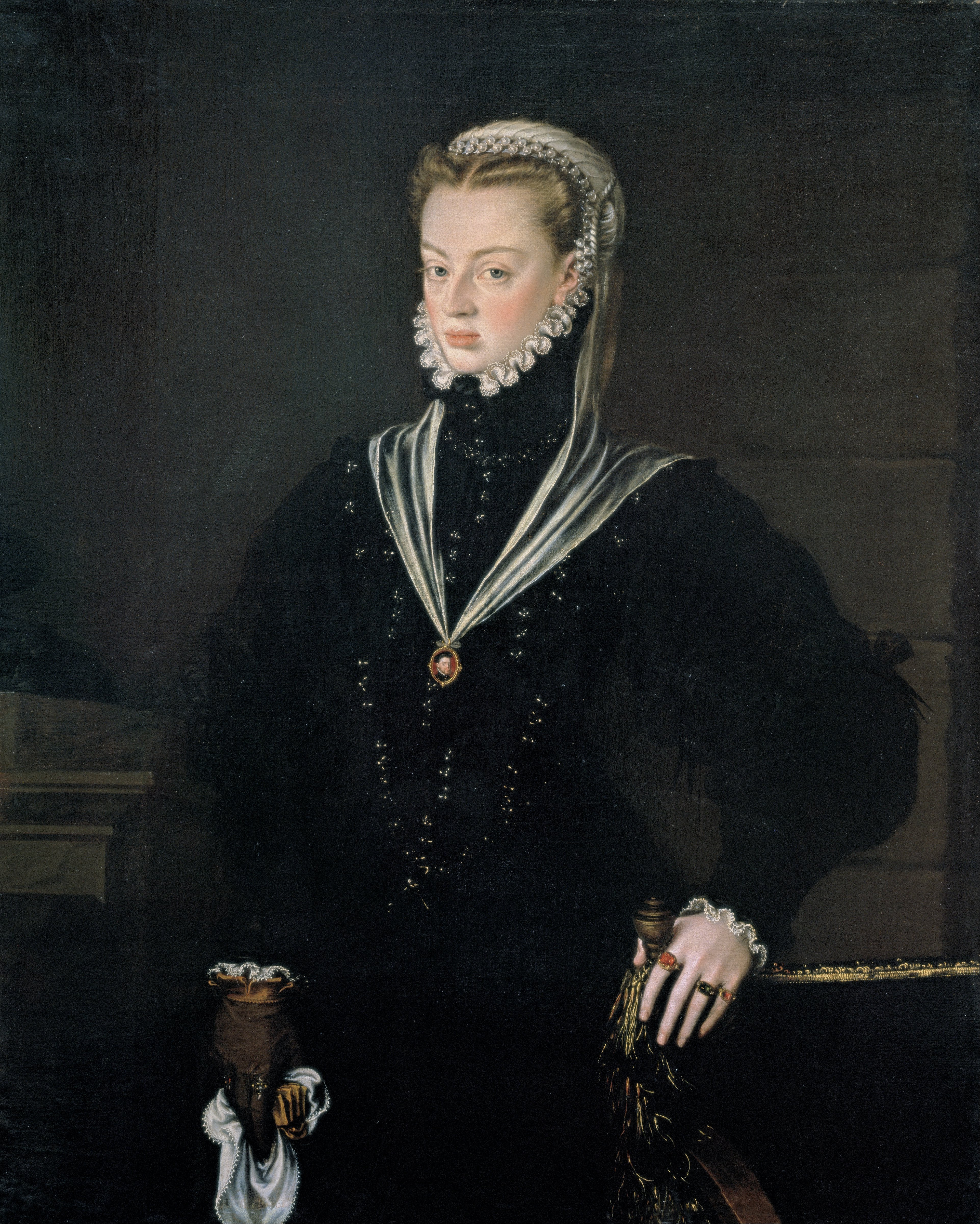
Jeanne d'Espagne, v. 1557

Veuve à 19 ans, elle réclame en vain la régence au nom de son fils. Dans le conflit qui l'oppose à sa belle-mère et tante Catherine d'Espagne, les deux dames s'en remettent au roi d'Espagne et empereur germanique, Charles Quint, leur frère et père, qui tranche en faveur de sa sœur. Jeanne se retire alors à Tordesillas, en Castille. Elle n’en gouverne pas moins le royaume d’Espagne durant les absences de Philippe II en Angleterre et en Flandres, entre les années 1554 et 1559.

## Jésuite
Avant son veuvage, Jeanne était déjà en contact avec François Borgia, jésuite, qui avait organisé pour les dames de sa cour des journées de retraite spirituelle. Après la mort de son mari, son penchant pour la vie spirituelle s’accentue. Borgia la guide dans la pratique des Exercices spirituels.

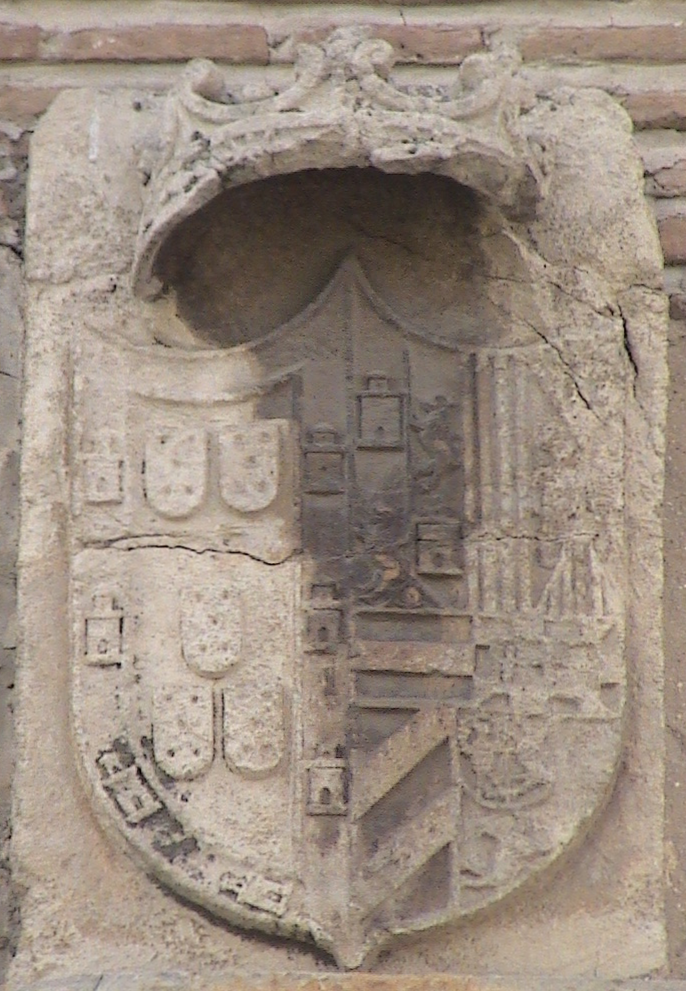
Armoiries de Jeanne d'Autriche dans le Real Colegio de San Agustín de Alcalá de Henares.

Jeanne demande à entrer dans la Compagnie de Jésus. Le cas est délicat, sinon exceptionnel : d’autres femmes avaient été admises, quelque dix ans auparavant, mais Ignace de Loyola avait décidé dès 1547 de les délier de leurs vœux. Il demande conseil à une commission de cinq pères, le 26 octobre 1554. Leur avis est positif. Ignace en informe Jeanne. Reçue sous le pseudonyme masculin de Mateo Sánchez, elle prononce ses vœux de religion.
Même si elle ne vécut jamais dans une communauté jésuite, son style de vie austère, ses œuvres charitables et son engagement apostolique font preuve d’un esprit religieux évident. Elle soutient activement les œuvres jésuites et les défend contre les attaques du dominicain Melchior Cano. Son intervention permet la fondation du collège de Saragosse. Elle envoie des étudiants au collège Romain et intervient pour que la Compagnie de Jésus soit autorisée à ouvrir une résidence à Louvain, dans les Pays-Bas espagnols. À la demande d'Ignace de Loyola, elle obtient du pape que Borgia ne soit pas fait cardinal.
Elle demeure la seule femme à avoir vécu en « jésuite » (avec le rang de scolastique) jusqu’à sa mort, le 7 septembre 1573.